# Kestenholz
Kestenholz es una comuna suiza del cantón de Soleura, situada en el distrito de Gäu. Limita al norte con las comunas de Oensingen y Oberbuchsiten, al este con Niederbuchsiten y Wolfwil, al sur con Niederbipp (BE) y Schwarzhäusern (BE), y al occidente con Oensingen.